# 덴자 D9
덴자 D9(영어: Denza D9, 중국어: 腾势D9, 병음: Téngshì D9)은 비야디 자동차의 프리미엄 브랜드인 덴자에서 2022년부터 생산 중인 배터리식 전기 및 플러그인 하이브리드 미니밴이다. 또한 브랜드 개편 이후 첫 번째 차량이기도 한다. EV 모델의 경우 비야디 자동차의 e-Platform 3.0 구조, 플러그인 하이브리드 모델의 경우 DM-i 플랫폼을 기반으로 제작되었다.

## 개요
2022년 5월 16일 중국에서 출시되었으며, 2022년 4월 중순~하순에 외부 및 내부 디자인과 이름이 공개되었다. 중국 시장에서의 판매는 2022년 8월 23일에 시작되었으며, 첫 번째 유닛은 2022년 10월 21일에 출시되었고, 배송은 2022년 10월 25일에 시작되었다. 이 차량은 2023년 3월 제44회 방콕 국제 모터쇼에서 태국에서 글로벌 데뷔를 하였다.
내부에는 10.25인치 계기판, 15.6인치 중앙 제어 화면, 헤드업 디스플레이를 포함하여 전면에 3개가 있는 7개의 인포테인먼트 화면이 장착되어 있다. 2열의 경우, 2개의 화면이 앞 좌석 등받이에 있고 2개의 화면이 2열 팔걸이에 있다. 또한 2열 승객이 접근할 수 있는 앞 좌석 사이에 냉장고가 있다. TS Link 지능형 대화형 조종석에서 안드로이드 휴대전화의 화면 미러링도 제공된다. 2열 캡틴 의자는 10방향으로 조절 가능하며 발판, 난방, 환기 및 10포인트 마사지 기능이 제공되며, 3개의 빠른 무선 휴대전화 충전기도 포함되어 있다.

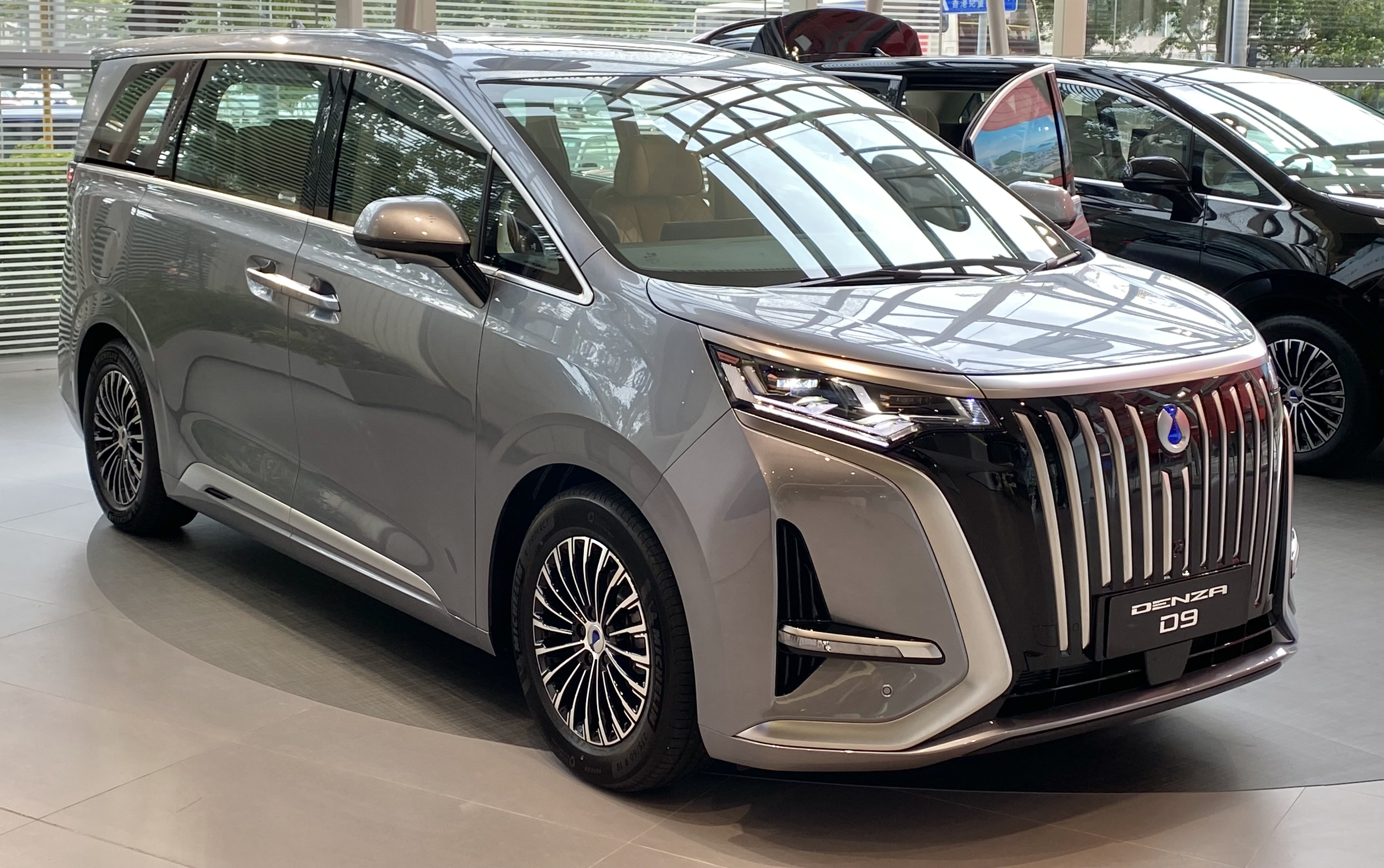
덴자 D9 EV
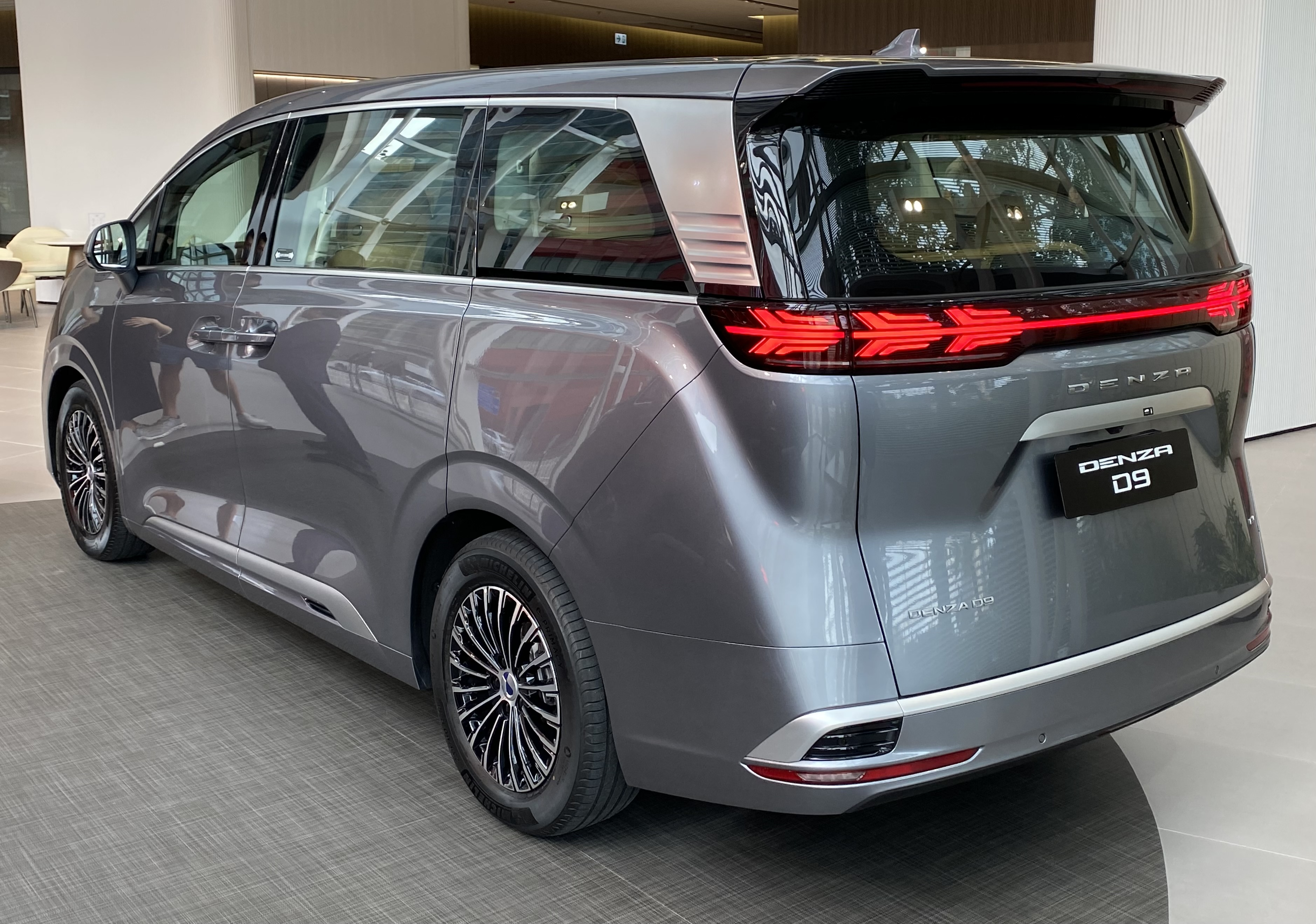
후면
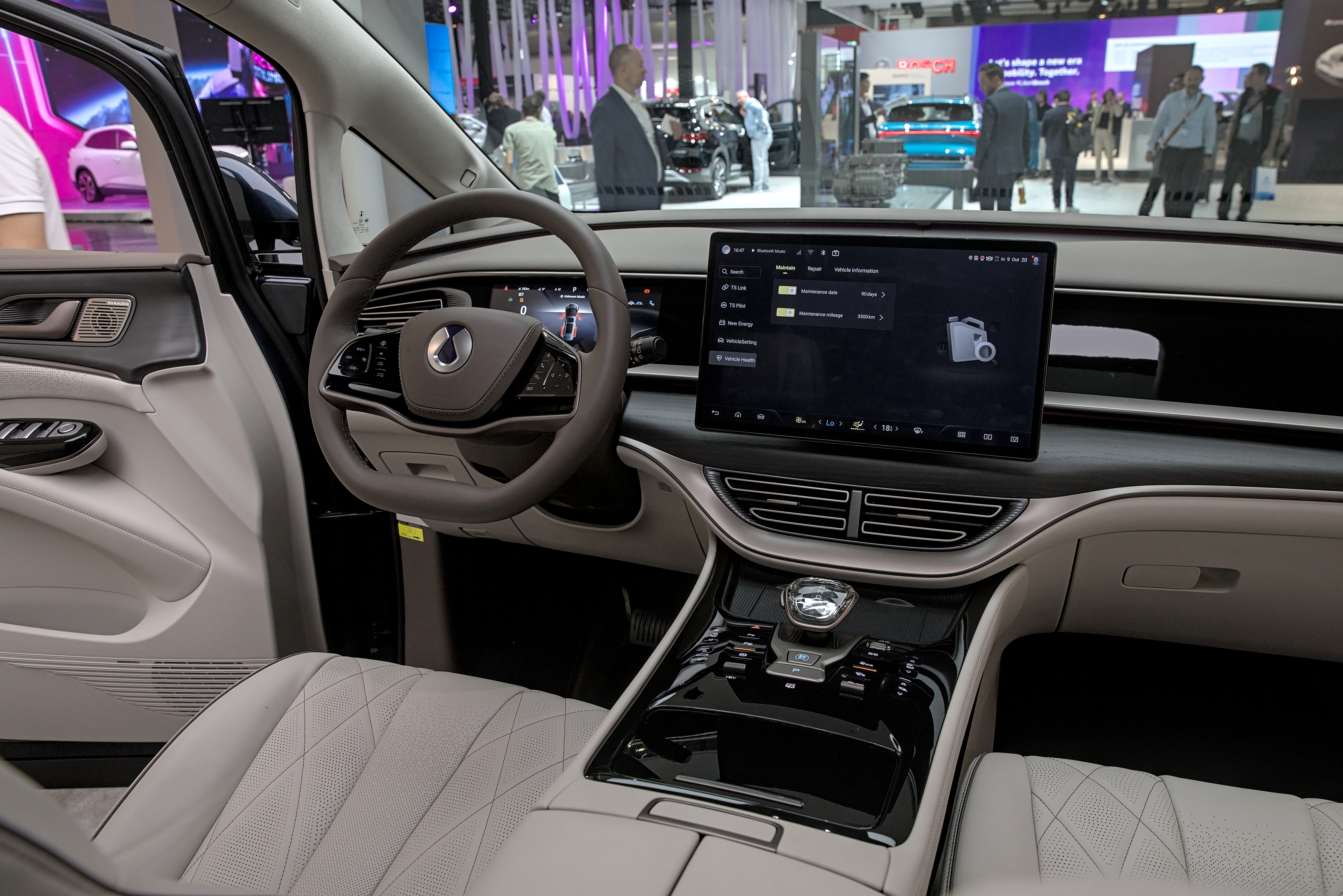
내부 (전면)
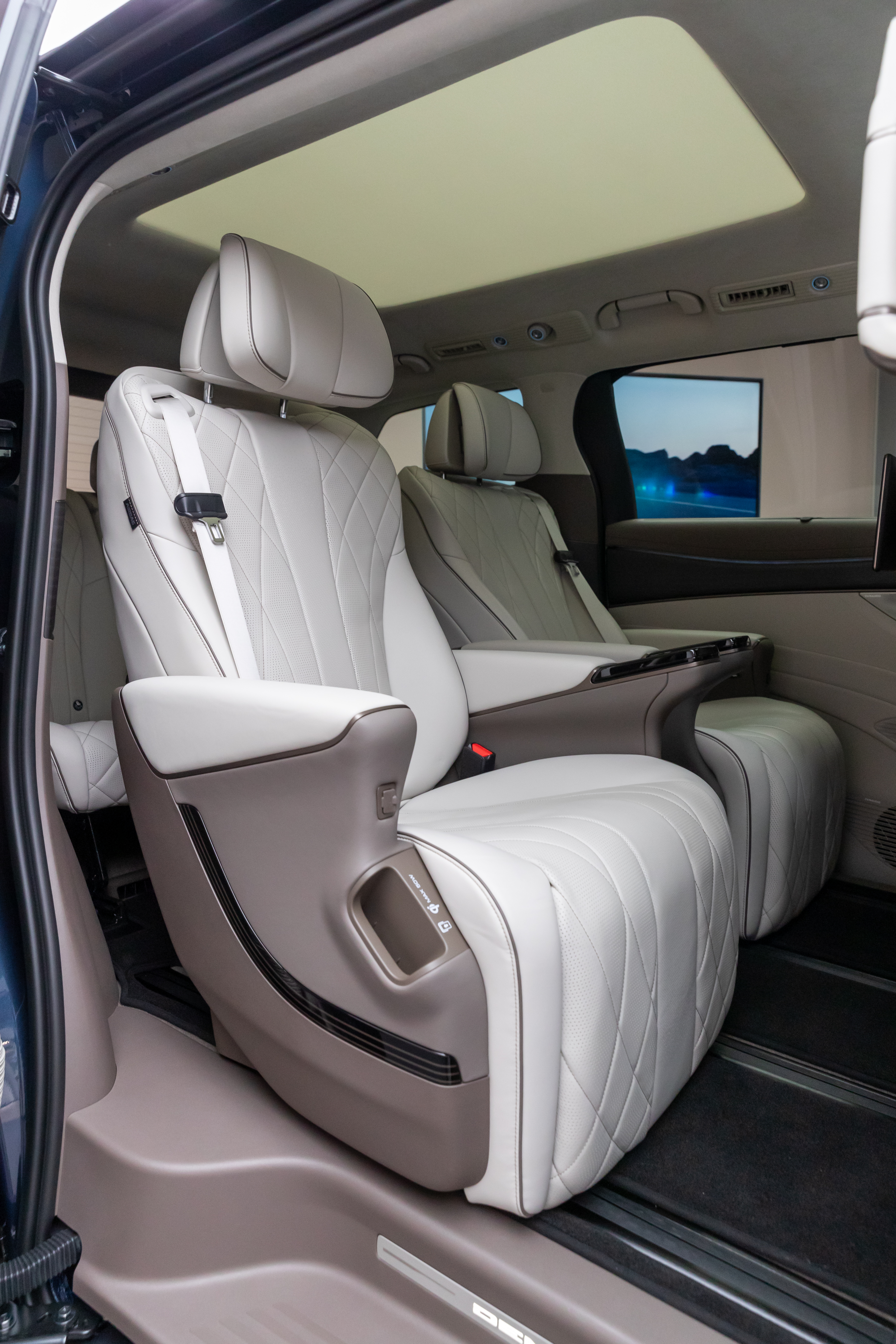
후방 좌석

## 판매
D9는 최초 출시 후 30분 만에 3,000대의 사전 주문을 받았다. 발표 당일 24시간 이내에 총 5,679대의 사전 주문이 접수되었다. 2022년 7월까지 출시 후 2개월 만에 사전 주문이 30,000대를 넘어섰다. 2023년 11월 현재 D9의 판매량은 100,000대를 넘어섰다.
2023년 9월 24일, 진한 파란색 DM-i 모델인 10만 번째 D9가 11개월 차이로 생산 라인에서 생산되어 출시되었다.
| 연도   | 중국 시장 | 중국 시장 | 중국 시장 |
| 연도   | D9 DM-i   | D9 EV     | 합계      |
| ------ | --------- | --------- | --------- |
| 2022년 | 9,803     | 0         | 9,803     |
| 2023년 | 111,560   | 7,035     | 118,595   |
| 2024년 | 97,948    | 4,862     | 102,810   |